# Quận Troup, Georgia
Quận Troup là một quận trong tiểu bang Georgia, Hoa Kỳ. Quận lỵ đóng ở thành phố LaGrange 6. Theo điều tra dân số năm 2000 của Cục điều tra dân số Hoa Kỳ, quận có dân số 58.779 người 2. Dân số năm 2007 ước khoảng 63.535 người..

## Thông tin nhân khẩu
Theo điều tra dân 2 năm 2000, quận đã có dân số 58.779 người, 21.920 hộ gia đình, và 15.607 gia đình sống trong quận. Mật độ dân số là 142 người trên một dặm vuông (55/km ²). Có 23.824 đơn vị nhà ở với mật độ trung bình là 58 cho mỗi dặm vuông (22/km ²). Cơ cấu chủng tộc của dân cư quận gồm có 65,80% người da trắng, 31,87% da đen hay Mỹ gốc Phi, 0,16% người Mỹ bản xứ, 0,58% người châu Á, 0,06% người đảo Thái Bình Dương, 0,75% từ các chủng tộc khác, và 0,78% từ hai hoặc nhiều chủng tộc. 1,71% dân số là người Hispanic hay Latino thuộc chủng tộc nào.
Có 21.920 hộ, trong đó 34,60% có trẻ em dưới 18 tuổi sống chung với họ, 49,10% là các cặp vợ chồng sống với nhau, 17,90% có chủ hộ là nữ không có mặt chồng, và 28,80% là không lập gia đình. 24,90% của tất cả các hộ gia đình đã được tạo thành từ các cá nhân và 10,20% có người sống một mình 65 tuổi trở lên đã được người. Bình quân mỗi hộ được 2,61 và cỡ gia đình trung bình là 3,12.
Trong quận, độ tuổi dân cư với 27,90% ở độ tuổi dưới 18, 9,20% 18-24, 28,40% 25-44, 21,90% 45-64, và 12,60% 65 tuổi trở lên. Tuổi trung bình là 35 năm. Cứ mỗi 100 nữ có 91,00 nam giới. Cứ mỗi 100 nữ 18 tuổi trở lên, đã có 86,70 nam giới.
Thu nhập trung bình cho một hộ gia đình trong quận đã được 35.469 USD, và thu nhập trung bình cho một gia đình là 41.891 đô la Mỹ. Nam giới có thu nhập trung bình $ 31.863 so với 22.393 $ cho phái nữ. Thu nhập trên đầu cho các quận được $ 17,626. Giới 12,20% gia đình và 14,80% dân số sống dưới mức nghèo khổ, trong đó có 20,70% những người dưới 18 tuổi và 14,00% có độ tuổi từ 65 trở lên. 